# 결정의 광축
결정의 광축(Optic axis of a crystal)은 전달되는 빛의 광선이 복굴절을 겪지 않는 방향이다. 광축은 단일 선이라기보다는 방향이다. 그 방향과 평행한 모든 광선은 동일하게 복굴절이 없다.
결정은 단일 광축을 가질 수 있으며, 이 경우 단축 결정이라고 한다. 또는 두 개의 다른 광축을 가질 수 있으며, 이 경우 이축 결정이라고 한다. 비결정질 물질은 일반적으로 복굴절이 없으므로 광축도 없다. 단축 결정(예: 방해석, 석영)은 결정의 광축에 직교하는 평면 내에서 등방성이다.

## 설명
결정의 내부 구조(결정 격자의 특정 구조와 그것을 구성하는 특정 원자 또는 분자)는 물질 내에서 빛의 속도와 따라서 물질의 굴절률이 빛의 전파 방향과 편광에 모두 의존하게 만든다. 편광에 대한 의존성은 복굴절을 유발하는데, 이 경우 두 개의 수직 편광은 다른 속도로 전파되고 결정 내에서 다른 각도로 굴절된다. 이로 인해 빛의 광선이 정상광선과 이상광선으로 분리되며, 각각 수직 편광을 가진다. 그러나 광축을 따라 전파되는 빛의 경우 속도가 편광에 의존하지 않으므로 복굴절은 없지만 광학 활성(편광면의 회전)이 있을 수 있다.
정상광선의 굴절률은 결정 내 어떤 방향에서도 일정하다. 이상광선의 굴절률은 방향에 따라 달라진다.

## 액정 디렉터
액정의 이동 가능한 축을 디렉터라고 한다. 이는 메조상을 나타내는 물질의 작은 부피 요소 내에서 긴 분자 축의 배향에 대한 공간 및 시간 평균이다. 디렉터의 전기적 조작은 액정 디스플레이를 가능하게 한다.

## 같이 보기
- 결정 광학
- 굴절률 타원체